# Claire Mougel
Pour les articles homonymes, voir Mougel.
Claire Mougel est une athlète française née le 17 février 1986 à Remiremont, spécialiste du trail.

## Biographie
Elle remporte la médaille de bronze individuelle et la médaille d'argent collective aux Championnats du monde de trail 2018 à Penyagolosa en Espagne. Quelques mois plus tard, elle termine 2e de la SaintéLyon derrière la Russe Aigul Mingazova.
En décembre 2018, elle est nommée pour le titre d'Athlète féminine de l'année 2018 par la Fédération française d'athlétisme.